# 対質問回答報告書
対質問回答報告書（たいしつもんかいとうほうこくしょ）は、金融商品取引法に基づき公開買付けをされる株券等の発行者(以下、対象者)が提出した意見表明報告書に公開買付者への質問が記載されている場合に、質問に対する回答を記載する外部への開示資料である。

## 根拠法令
- 提出根拠法令：金融商品取引法 第27条の10
- 委任政令：金融商品取引法施行令 第13条の2
- 提出様式および内容の根拠：

第8号：様式発行者以外の者による株券等の公開買付けの開示に関する内閣府令 第25条

## 意見表明報告書提出の義務
対象者が公開買付開始公告を行った日から10営業日以内に提出される意見表明報告書に公開買付者に対する質問が記載されているときは、公開買付者は意見表明報告書の写しの送付を受けた日から5営業日以内に対質問回答報告書を内閣総理大臣へ提出しなければならない。
対質問回答報告書の意義は、対象者による当該公開買付けに関する質問に対し、公開買付者からの回答を開示させることで、当該公開買付けの位置付けを明らかにし、以て投資者を保護するとともに証券市場の信頼性を確保することにあるといえる。
もっとも、公開買付者は回答する必要がないと認めた場合には、その理由を詳らかにして回答する必要がない旨を記載することも認められている。公開買付者による回答は、有無自体も重要な投資判断材料となるからである。
公開買付者は、第8号様式により対質問回答報告書を3通作成し、関東財務局長に提出し、かつ、対象者に対しても送付しなければならない。
報告書の内容は、金融庁の電子開示・提出システムEDINETを通じて電子提出することが義務づけられており、同庁が設置したウェブサーバ経由での縦覧ができるほか、財務局や証券取引所、場合によっては自社のウェブサイトにPDFファイルの形で登録してあることもある。

## 様式
1. 対象者名
2. 質問に対する回答

## 罰則
- 虚偽記載・不提出
課徴金=(公開買付開始公告を行った日の前日終値×株数)×0.25の額　(金融商品取引法 第172条の6)